# Lluís Soffi
Lluís Soffi   (l'Alguer, 1742 - Càller, 1816) fou un poeta i jesuïta alguerès, professor dels col·legis de Càller i l'Alguer on va ensenyar filosofia i literatura. El 1773, quan es va suprimir la Companyia de Jesús, fou nomenat prefecte del seminari tridentí de Càller i professor d'eloqüència a la Universitat de Càller. A més de composicions en llatí i italià, el 1778 dedicà al nou arquebisbe d'Oristany, Iacopo Francesco Tommaso Astesan, un sonet en català, i el 1780 n'escriví un altre sobre el tema Mater dolorosa "Stabat Mater".